# Вогні цитаделі
Вогні́ Цитаде́лі — український гурт, що грав музику в стилі мелодик-метал.

## Історія гурту
Басист Остап Циклиняк, гітарист Сергій Паращук та ударник Тарас Циклиняк почали спільні репетиції взимку 2004 року, спершу в приміщенні ТФ МАУП, а потім у житловому будинку, де згодом створено власну репетиційну базу. Незабаром до хлопців приєдналася вокалістка Олександра Молошек. Враховуючи різні музичні смаки учасників роботу розпочали з перегравання музики відомих груп.

Назва гурту з'явилася не одразу. За словами учасників 
|  | «Вогні Цитаделі» — це певний символ, внутрішня ідея до якої ми йдемо. Це той прихований вогонь, що палає у серці будь-якої людини, яка вміє мріяти, той вогонь, що освячує дорогу життя... це дивне світло, що вечорами мерехтить в бійницях напівзруйнованої древньої цитаделі — символ давно забутих таємниць. |

Після довгого «притирання» створена перша пісня («Initium»), яку записали наприкінці літа 2005 року. У зведенні посприяв тернопільський музикант Палиця. Станом на грудень 2005 року в активі гурту було три пісні: «Initium», «Легенда» та «Ілюзії», які представлено на сцені Палацу Культури «Мальви» в рамках «Western Metal Session» 14 грудня 2005 року та 28 лютого 2006 року. Перша дата — це перший виступ гурту Вогні Цитаделі як такого.
Після цих виступів гурт зайнявся розширенням репертуару, з'явились дві нові пісні: «Привид» і «Сонячні Ворота». 26 жовтня 2006 року гурт виступив у рамках акції під назвою «Українська вечірка».
З першим гітаристом Сергієм Iron-ом Паращуком учасники змушені були розстатися, після чого деякий час їм допомагав гітарист Вова (Thrasher). У новому складі гурту вдалося виступити лише один раз на III міжнародному мотозльоті в Тернополі, що відбувся 25 серпня 2007 року. Після цього «Вогні Цитаделі» продовжили роботу над новим матеріалом та почали експериментувати над стилістикою (ці експерименти тривають і досі).
У 2008 році до складу гурту входили: гітарист Роман Христинич (Volkmar), клавішник Тарас Гайда (Blaster), барабанщик Тарас Циклиняк (Vulkan), вокалістка Олександра Молошек (Essenshal) та бас-гітарист Остап Циклиняк. Нові учасники значно урізноманітнили та поглибили звучання колективу. Протягом весни-осені 2008 року переаранжовано весь старий матеріал, створено декілька нових пісень, а також остаточно добудовано та повністю обладнано репетиційну базу.
1 листопада 2008 року розпочав роботу оновлений сайт «Lights of Citadel», а також завершено роботу над створенням офіційного логотипа гурту львівською вебстудією «Bambook».
27 грудня 2008 року відвідали львівський клуб «Старушка» в рамках концерту «HEAVY NEW YEAR FEST». У 2009 році відіграли чотири концерти: Сто Пудів Фест 18 травня, Міжнародний мото-зліт у Монастириськах 30 травня, відбір на фестиваль «Тарас Бульба 2009» та 28 липня святкування 18-річчя тернопільського рок-клубу.
26 жовтня 2009 року гурт презентував реліз першого демо-альбому під назвою Initium, до якого увійшло 8 композицій.
Назар Гайда, Тарас та Остап Циклиняки з гурту «Вогні Цитаделі» разом з Юрою Кульчиком (вокал), Толіком Лещишиним (харпа) 5 листопада 2010 року утворили новий проєкт — «Сержант Блюз» — і нині[коли?] займаються переважно виконанням каверів.
У 2013 році проєкт припинив своє існування на користь гурту «Сержант Блюз».

## Склад гурту
- Остап Циклиняк,
- Тарас Циклиняк,
- Сергій Паращук,
- Олександра Молошек,
- Володимир Trasher,
- Роман Христинич,
- Тарас Гайда,
- Назар Гайда,
- Ігор Соколовський,
- Анна (Аська)

## Дискографія
Альбом «Initium» (2009) (у вільному доступі):
- Intro
- Initium
- Voices
- Ілюзії
- Привид
- Сонячні ворота
- Хто я
- Темним вогнем

Пісні поза альбомом
- Поїзд на Львів, Річка Стрий і Трускавки.